# Leena Khamis
Leena Khamis (Camden, Australia; 19 de junio de 1986) es una futbolista australiana que juega como delantera en el Western Sidney Wanderers de la W-League de Australia.
En Australia ha jugado en el Northern NSW Pride (2003-04), las NSW Sapphires (2004-08) y el Sydney FC (2008-act). También ha jugado en Dinamarca con el Fortuna Hjørring (2011-12).
Tras jugar los Mundiales sub-20 de 2004 de 2006, en 2008 debutó con la selección australiana, con la que ha sido campeona de Asia en 2010 y subcampeona en 2014 y ha jugado los Mundiales de 2011 y 2015.

## Estadísticas

### Clubes
| Club                     | País      | Año         |
| ------------------------ | --------- | ----------- |
| Macarthur Rams           | Australia |             |
| Sydney FC                | Australia | 2008 - 2011 |
| Fortuna Hjørring         | Dinamarca | 2011        |
| Sydney FC                | Australia | 2011 - 2012 |
| Fortuna Hjørring         | Dinamarca | 2012        |
| Sydney FC                | Australia | 2013 - 2018 |
| Western Sydney Wanderers | Australia | 2018 - 2019 |
| Canberra United FC       | Australia | 2019 - 2020 |